# Машкевич, Александр Антонович
Алекса́ндр Анто́нович Машке́вич (23 февраля 1954, Фрунзе (ныне Бишкек), Киргизская ССР, СССР — 22 марта 2025) — казахстанский предприниматель-олигарх, миллиардер, проживавший в Тель-Авиве (Израиль), родом из Кыргызстана, в 1989 году являлся членом правления кооператива «Малахит»[уточнить] и активистом антиядерного движения «Невада — Семипалатинск». Гражданин Канады, еврейский общественный деятель, до 2011 года — президент Евро-Азиатского еврейского конгресса (ЕАЕК). В 1993 году фактически являлся одним из соучредителей Гражданской партии Казахстана.
Деловой партнёр Патоха Шодиева и Алиджана Ибрагимова с 1989 года.

## Биография
По национальности караим. Семья Машкевича в 1941 году эвакуировалась в Киргизию и осталась там. Александр Машкевич окончил школу во Фрунзе. В 1970 году поступил на филологический факультет Киргизского государственного университета.
В 1981 году защитил кандидатскую диссертацию «Комплексный подход к делу воспитания в школах Киргизии в годы Великой Отечественной войны (1941—1945 гг.)» по теме «Теория и история педагогики и психологии» и стал самым молодым в Советском Союзе кандидатом наук по своей специальности.
Был деканом факультета Киргизского педагогического института, некоторое время работал над докторской диссертацией.
Бизнесом начал заниматься в 1988 году в Киргизии. С 1989 года участвовал в развитии бизнеса в Казахстане. С 1990 года — вице-президент «Сеабеко-групп» в Москве, затем в Бельгии. В 1995 году переехал в Казахстан и в скором времени стал одним из крупнейших предпринимателей страны.
В первой половине 2000-х годов был президентом Евразийской промышленной ассоциации, председателем Совета директоров Евразийского банка, одним из руководителей компании «Казахстан минерал ресорсес».
В 2000 году по его инициативе был создан Еврейский конгресс Казахстана, президентом которого он стал. Является членом исполкома Европейского еврейского конгресса.
В марте 2002 года на учредительном съезде в Москве был избран президентом Евро-Азиатского еврейского конгресса (ЕАЕК), созданного в качестве одной из четырёх континентальных секций Всемирного еврейского конгресса, и оставался им до 2011 года.
В 2005 году отделения ЕАЕКа действовали в 28 странах, в том числе в странах СНГ, а также в Индии, Монголии, Японии, Австралии. ЕАЕК во главе с Машкевичем играет большую роль в развитии иудейско-исламского диалога и отношений между евреями и мусульманами вообще.
В 2005 году избран президентом благотворительной организации «Керен ха-Йесод» в СНГ.
7 февраля 2011 года получил израильское удостоверение «вернувшегося гражданина» («тошав хозер»). Такой документ получают лица, вернувшиеся из-за рубежа в Израиль на постоянное жительство.
Скончался 22 марта 2025 года в возрасте 71 года после продолжительной болезни.

## Оценки состояния
По версии журнала Forbes, в 2016 году его личное состояние оценивалось в 1,5 млрд долларов (№ 1198 в мире и № 11 в Израиле).
Компании, возглавляемые Машкевичем, контролируют алюминиевую (в том числе Павлодарский алюминиевый завод), железорудную, хромовую промышленность Казахстана, а также участвуют в развитии этих отраслей на Украине и в России.
Машкевич и возглавляемые им организации оказывают большую помощь еврейским общинам Казахстана и других стран.
Председатель Совета директоров в компании «Евразийский банк».
Акционер компании АО «Евразийская финансово-промышленная корпорация» (на 13 июля 2009 владел 14,59 %, позже его доля возросла до 20,7 %).
Спонсор Гражданской партии Казахстана (ГПК).

## Награды
- Орден «Барыс» I степени (2021 год)[11];
- Орден «Барыс» III степени (2011 год)[12];
- Орден «Курмет» (10 декабря 2001 года, Казахстан) — за значительный вклад в укрепление мира, дружбы и сотрудничества между государствами и народами, а также в связи с 10-летием независимости республики[13][14][15][16];
- Орден преподобного Сергия Радонежского II степени (РПЦ, 2007 год) — за вклад в строительство храма в Актобе в честь Святителя Николая Исповедника, митрополита Алматинского Уральской епархии[15].

## Семья
Родители познакомились в 1941 году в эвакуации в Киргизии.
Отец — Антон Азарьевич Машкевич (3 марта 1919, Троки — 4 июня 2014, Брюссель), литовский караим, работал врачом санитарно-эпидемиологической станции, автор (с Е. С. Станиславским) монографии «Гигиена сельского водоснабжения» (1956).
Мать — Рахиль Йоффе, уроженка Витебска, была одним из самых известных в Киргизии адвокатов. 7 сентября 2004 года в столице Казахстана Астане состоялось торжественное открытие крупнейшей в Центральной Азии синагоги «Бейт Рахель — Хабад Любавич», названной в честь матери Машкевича.
- Жена — Лариса Васильевна Машкевич (род. 27 января 1954)[21].
  - дочь Анна Александровна Машкевич[21].
  - дочь Алла Александровна Машкевич (род. 11 августа 1977).

Брат — Илья Антонович Машкевич (род. 8 мая 1948, Фрунзе), бельгийский дирижёр и композитор.